# Fort Vermilion

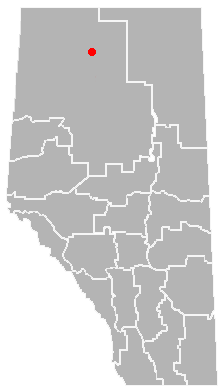
Localização de Fort Vermilion em Alberta.

Fort Vermilion é um município no norte da província de Alberta no Canadá. Localiza-se a 661 km ao noroeste de Edmonton e sua população é de 1.326 habitantes.